# المحاقرة (الشعر)

تعديل مصدري - تعديل

المحاقرة هي إحدى قرى عزلة القابل الأسفل بمديرية الشعر التابعة لمحافظة إب، بلغ تعداد سكانها 269 نسمة حسب تعداد اليمن لعام 2004.